# 加納鎮區 (阿肯色州懷特縣)
加納鎮區（英語：Garner Township）是位於美國阿肯色州懷特縣的一個行政鎮區。

## 地方資料
加納鎮區的面積為75.25平方千米，當中陸地面積為74.73平方千米，而水域面積為0.52平方千米。根據2010年美國人口普查的數據，當地共有人口553人，而人口密度為每平方千米7.35人。